# 어느날 갑자기 첫 번째 이야기 - 2월 29일
어느날 갑자기 첫 번째 이야기 - 2월 29일은 공포 영화다. 어느날 갑자기 시리즈의 첫 번째 이야기다.

## 출연

### 주연
- 박은혜
- 임호

### 조연
- 이대우
- 이명진
- 임현경
- 김재만
- 손종범

## 기타
- 원작자: 유일한
- Line PD: 이안나
- 프로듀서: 김용대
- 제작부장: 이권일
- 제작부: 배은주
- 제작부: 유성권
- 제작부: 김강식
- 제작부: 백은진
- 제작관리: 최아람
- 제작투자: 김주성
- 투자책임: 최준환
- 공동투자: 김하정
- 공동투자: 장길훈
- 제작관리부문: 이지영
- 제작관리부문: 김봉서
- 제작관리부문: 이승주
- 제작관리부문: 손상범
- 제작관리부문: 황지연
- 제작관리부문: 고부장
- 제작관리부문: 이상용
- 제작관리부문: 이상윤
- 제작관리부문: 이한승
- 제작관리부문: 장진승
- 제작관리부문: 강경일
- 제작관리부문: 이진희
- 제작관리부문: 조충환
- 제작관리부문: 김권식
- 제작관리부문: 이주현
- 제작관리부문: 김가영
- 제작관리부문: 박현정
- 촬영부: 홍일섭
- 촬영부: 윤구희
- 촬영부: 이승환
- 조명: 고영광
- 조명부: 이재명
- 조명부: 안겸서
- 조명부: 정지원
- 조명부: 황확성
- 조명부: 백형삼
- 조명부: 강신영
- 그립: 박영진
- 키그립: 홍성일
- 조연출: 오형진
- 연출부: 최건
- 연출부: 최선애
- 스크립터: 									김지혜  (스크립터)
- 붐오퍼레이터: 장춘식
- 붐오퍼레이터: 신기효
- 동시녹음B팀: 장예도
- 미술: 이요한
- 특수분장: 이창만
- 특수효과: 김병기
- 특수효과팀: 황윤세
- 특수효과팀: 박신배
- 특수효과팀: 이가람
- 특수효과팀: 이도윤
- 시각효과: 인디펜던스
- 특수분장팀: 이명옥
- 특수분장팀: 윤황직
- 분장-헤어: 장진
- 분장팀: 이선영
- 분장팀: 안세향
- 의상: 안지현
- 현장편집: 유진경
- 마케팅부문: 길종철
- 마케팅부문: 이승철
- 마케팅부문: 김보연
- 마케팅부문: 김양연
- 마케팅부문: 조장래
- 마케팅부문: 김윤정
- 마케팅부문: 김진주
- 마케팅부문: 공은애
- 마케팅부문: 인혜영
- 마케팅부문: 김종원
- 마케팅부문: 권미경
- 마케팅부문: 김성경
- 마케팅부문: 권용규
- 마케팅부문: 정종우
- 마케팅부문: 김양연
- 마케팅부문: 최영준
- 마케팅부문: 송성우
- 마케팅부문: 연동은
- 마케팅부문: 이상무
- 마케팅부문: 황기섭
- 마케팅부문: 이연희
- 발전차: 조성민
- 발전차: 이인교
- 배급부문: 김정아
- 배급부문: 강경호
- 배급부문: 정태선
- 배급부문: 노가영
- 배급부문: 백소영
- 배급부문: 강문환
- 배급부문: 최윤호
- 배급부문: 이한대
- 배급부문: 서상원
- 배급부문: 김정아
- 배급부문: 김성은
- 배급부문: 이용신
- 배급부문: 이관영
- 배급부문: 채민경
- 배급부문: 김희전
- 배급부문: 김대연
- 배급부문: 박상욱
- 배급부문: 조창범
- 배급부문: 이정은
- 스테디캠: 여경보
- 스토리보드: 정지옥
- 현장스틸: 황난요
- 예고편: 정광진
- 운송: 우민호
- 음향부문: 김수현
- 음향부문: 이경준
- 음향부문: 엄유리
- 음향부문: 오세윤
- 음향부문: 김원
- 음향부문: 이용표
- 조명크레인: 양근복
- 촬영장비: 최재혁
- 텔레시네: 전성하
- 포스터: 황난요
- 포스터사진: 윤형문
- 급식: 송휘옥
- 급식: 최명숙
- 매니저부문: 이영래
- 매니저부문: 정연범
- 매니저부문: 방호석
- 매니저부문: 박진호
- 매니저부문: 이한림
- 매니저부문: 지정구
- 매니저부문: 김현승
- 매니저부문: 박영식
- 메이킹: 홍영승
- 메이킹: M커뮤니케이션
- 보조출연: 이옥희
- 배역: 조사현
- 스타일리스트: 김혜정
- 보험: 이남규
- 로케이션지원: 이호재